# Srednji disdiakisni triakontaeder
| Srednji disdiakisni triakontaeder           | Srednji disdiakisni triakontaeder                      |
| ------------------------------------------- | ------------------------------------------------------ |
|                                             |                                                        |
| Vrsta                                       | zvezdni polieder                                       |
| Elementi                                    | F = 120, E = 180, V =54 ({\displaystyle \chi \,} = -6) |
| Grupa simetrije                             | Ih, [5,3], *532                                        |
| Sklici                                      | DU59                                                   |
| prisekan dodekadodekaeder (dualni polieder) |                                                        |

Srednji disdiakisni triakontaeder je nekonveksen izoederski polieder. Je dualno telo uniformnega prisekanega dodekadodekaedra.

## Vir
- Wenninger, Magnus (1983), Dual Models, Cambridge University Press, ISBN 978-0-521-54325-5, MR730208